# Souvenir de Hapsal

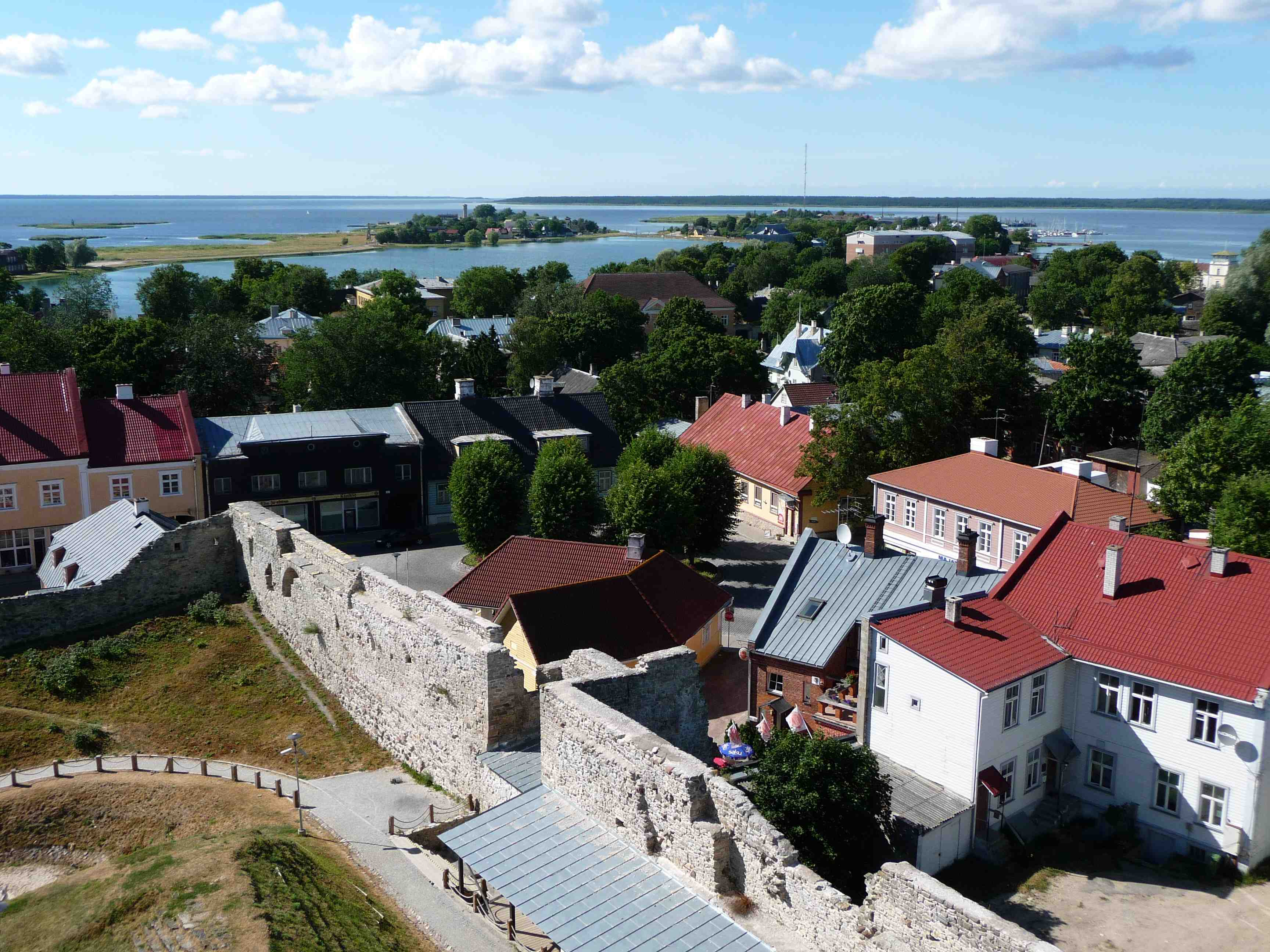
Vue de Hapsal

Souvenir de Hapsal, op. 2, de Piotr Ilitch Tchaïkovski est une œuvre pour piano composée en 1867.

## Structure
1. Ruines d'un château
2. Scherzo
3. Chant sans paroles